# Confederalismo democratico
Il confederalismo democratico  è una piattaforma politico-sociale sviluppata da Abdullah Öcalan, leader del Partito dei Lavoratori del Kurdistan, sulle basi del municipalismo libertario e dell'ecologia sociale precedentemente teorizzate dal filosofo socialista libertario Murray Bookchin. Öcalan lo descrive come "una amministrazione politica non statale o una democrazia senza stato".
Il Confederalismo democratico è il modello di organizzazione del Rojava, regione autonoma de facto nel nord e nord-est della Siria.

## Storia
Dopo il suo arresto nel 1999, Abdullah Öcalan è dal 2002 in regime di ergastolo e unico detenuto nell'isola-prigione di massima sicurezza di İmralı, lì Öcalan iniziò a leggere intensamente Murray Bookchin, specialmente L'Ecologia della libertà e Urbanizzazione senza città, i suoi scritti successivi ne mostrano l'influenza del suo studio e l'evoluzione teorica che dal marxismo lo portò a teorizzare il Confederalismo democratico.
Nel marzo 2005 Öcalan diffuse una Dichiarazione per il Confederalismo democratico nel Kurdistan in cui auspicava una democrazia dal basso basata sulle strutture democratiche comunitarie della società naturale e che istituisse assemblee nei villaggi, nelle città e nei paesi.
Nel maggio 2007 il 5º congresso del Kongra-Gel (Kongra Gelê Kurdistan - Congresso del Popolo del Kurdistan) svoltosi sui Monti Qandil ha dato vita all'Unione delle Comunità del Kurdistan (KCK), un'unione organizzativa dei gruppi, tra i quali il PKK che in Turchia, Siria, Iran e Iraq hanno per scopo la creazione della nazione curda e la realizzazione del Confederalismo democratico.
Il 20 gennaio 2014 nella regione autonoma del Rojava, nel nord e nord-est della Siria, viene promulgato il Contratto Sociale del Rojava ispirato al Confederalismo democratico e che ne descrive l'amministrazione come una repubblica parlamentare fondata sul pluralismo ed il decentramento del potere.

## Descrizione
La filosofia del confederalismo democratico parte da un'analisi della storia umana, per cui agli inizi della storia esistevano le società organiche, dove i rapporti erano orizzontali, c'era la parità dei sessi, e c'era un rapporto simbiotico con la natura, che era la grande madre. Le società organiche sono finite con l'avvento del predominio dell'uomo sulla donna e del patriarcato. Quindi si individua nel patriarcato la radice della corruzione della società umana. Con esso infatti hanno prevalso i rapporti verticali e gerarchici, la discriminazione nei confronti della donna, un rapporto conflittuale con la natura.
Per recuperare l'equilibrio delle società organiche, quindi bisogna innanzitutto superare il patriarcato, ristabilire la parità dei sessi e reintrodurre il principio di potere femminile, più orizzontale di quello maschile, poi creare un sistema di assemblee popolari confederate che superi la concezione gerarchica dello Stato favorendo la partecipazione di tutti alla vita politica ("democrazia senza Stato"), e infine creare un'economia sostenibile ed ecologica che ristabilisca un rapporto simbiotico con la natura. Le assemblee popolari concentreranno il loro potere a livello locale, confederandosi per svolgere quei ruoli che non si possono svolgere a livello locale.